# راز الن
رمان راز الن به انگلیسی (ellen's secret) نوشته شده توسط جین بوکر رمانی است که شرح وقایع ان در زمان جنگ جهانی دوم در کشور انگلستان اتفاق میفتدداستان دختر بچه‌ای است که از درس ریاضی به دلیل اینکه نمی‌توانست مسائلش را حل کند متنفر ولی در عوض از درس‌هایی مانند انگلیسی و تاریخ به شدت خوشش می‌آید.
او که پدرش به دلیل اینکه سنش از سن اعزام به جبهه بیشتر بوده به جنگ اعزام نشده ولی راننده کامیون است و به نحوی در جنگ خدمت می‌کند به دلیل بمباران هواپیماهای آلمانی در نیوکاسل مجروح شده و نتوانسته به خانه بیاید به شدت از جنگ بیزار شده و همچنین دیگر حالات جنگ در این تنفر بی تأثیر نبوده‌اند و خواهان تمام شدن هرچه سریعتر این جنگ است.
در همان روزهای که پدرش در بمباران زخمی شده و مادرش او را به دست یکی از همسایه‌هایشان سپرده تا برای مراقبت از شوهرش به نیوکاسل برود با داستانی عجیب و جالب با کمک خلبانی که نیوکاسل را بمباران و پدرش را زخمی کرده بود در یک اتاق حبس می‌شود و در ان لحظاتی که برای او از ترس قرن‌ها گذشت پی می‌برد که آلمان‌ها هم مثل او خانواده دارند و عاشق دیدن دوبارهٔ ان‌ها هستند و می‌فهمد که ان‌ها فقط از دستورهای مقامات کشورشان اطاعت می‌کنند و در اصل هیچ دشمنی با یکدیگر ندارند.
در همان حین که در آنجا حبس شده بود از خلبان آلمانی که دست و پا شکسته می‌توانست انگلیسی صحبت کند ریاضی و اینکه چطور می‌تواند این مسائل رو به راحتی حل کند می‌آموزد.
در انتها او که می‌داند کمک به دشمنان خیانت به‌شمار می‌آید و پیامدهای بدی دارد سعی می‌کند خلبان آلمانی را که کارل نام دارد از آنجا فراری دهد تا بتواند به کشورش بازگردد و پیش خانواده‌اش برگردد وقتی هم که جنگ تمام شد شاید او را ببیند.